# MÁV IIq
Die Serie MÁV IIq bestand aus Schlepptenderlokomotiven, die die MÁV 1891 von der Staats-Eisenbahn-Gesellschaft (StEG) übernahm. Bei der StEG hatten sie zu dieser Zeit die Betriebsnummern 219–233.
Die Maschinen kamen ursprünglich von der k.k. Nördlichen Staatsbahn, bei der sie zwei unterschiedlichen Baureihen angehörten:
- NStB – Wyschrad bis Marienbad
- NStB – Ossegg bis Rostock